# Tiefsee-Eidechsenfische
Die Tiefsee-Eidechsenfische (Bathysaurus) leben auf Kontinentalabhängen und auf dem Boden der Tiefsee. Die Fische haben flache Köpfe und einen langgestreckten Körper. Die Schuppen entlang des Seitenlinienorgans sind vergrößert. Die Rückenflosse hat 15 bis 18 Flossenstrahlen, die Afterflosse 11 bis 14, die Brustflossen 15 bis 17. Eine Fettflosse kann vorhanden sein. Tiefsee-Eidechsenfische sind Hermaphroditen.

## Systematik
Die Fische wurden früher zu den Eidechsenfischen (Synodontidae) gezählt, sind jetzt aber die einzige Gattung der Familie Bathysauridae.
Es gibt zwei Arten:
- Bathysaurus ferox, 64 Zentimeter lang, lebt in allen Weltmeeren in 600 bis  3500 Metern Tiefe.
- Bathysaurus mollis, 78 Zentimeter lang, lebt in allen Weltmeeren zwischen dem 50° nördlicher und 20° südlicher Breite, mit Ausnahme des östlichen, tropischen Pazifik in 1550 bis 4800 Metern Tiefe.